# زندکان
زِندِکان (به لاتین: Zindikan) یک منطقهٔ مسکونی در تاجیکستان است که در ولایت سغد واقع شده‌است.